# Elvis J. Kurtović & His Meteors
Elvis J. Kurtović & His Meteors (прев. Елвис Џеј Куртовић и његови метеори) је био југословенски панк рок бенд основан у Сарајеву, Југославија, 1981. године. Бенд је био производ покрета Нови примитивизам, а његов оснивач и вођа био је Елвис Ј. Куртовић. Бенд се распао након распада Југославије .

## Чланови
- Мирко Срдић зв. Елвис Ј. Куртовић – вођа, текстописац, вокал (1981–1991)
- Горан Петрановић зв. Ризо – главни вокал
- Дражен Ричл зв. Зијо – гитара (1981–1985)
- Радомир Гавриловић зв. Зец – бубњеви
- Нермин Дедић зв. Фићо – бас
- Зоран Деган зв. Пока – клавијатуре
- Давор Сучић зв. Елвис Ј. Спаховић – текстописац (1981–1983)
- Дражен Јанковић зв. Сеид Карајлић (1981–1983)
- Сергеј Кресо зв. Гаро – бубњеви
- Звонимир Матић зв. Крижа – бас
- Саша Струњаш – гитара (1985–1991)

## Дискографија

### Студијски албуми
- Митови и легенде о краљу Елвису (1984)
- Да бог да црк'о рок'н'рол (1985)
- The wonderful world of private business - (1988)

### Компилацијски албуми
- Хитови '83-'88 (1996)
- Најгори хитови (1998)